# Север и југ
Север и југ је југословенски телевизијски филм из 1988. године. Режирао га је Андрија Ђукић, а сценарио су писали Радивоје Бојичић и Синиша Павић.

## Улоге
| Глумац            | Улога     |
| ----------------- | --------- |
| Богдан Диклић     | Џорџ      |
| Мира Фурлан       | Бети      |
| Лидија Вукићевић  | Вирџинија |
| Миленко Павлов    | Ори       |
| Љиљана Благојевић | Мадлен    |
| Бранимир Брстина  | Василије  |
| Катарина Гојковић | Естон     |